# Cratere Kyen
Kyen  è un cratere sulla superficie di Venere.